# Campionati internazionali Rugby Europe 2024-2025
I campionati internazionali Rugby Europe 2024-25 (in inglese 2024-25 Rugby Europe International Championships) furono la 9ª edizione dei Campionati internazionali Rugby Europe, la 54ª edizione del torneo internazionale organizzato da FIRA-AER/Rugby Europe nonché il 54º campionato europeo di rugby a 15.
Si tenne dal 1º febbraio 2025 al 16 marzo 2025 tra 8 squadre che si affrontarono in due gironi da quattro ciascuno per determinare le squadre da promuovere ai play-off.
Il torneo fu articolato su tre divisioni: alle spalle della prima, il Campionato propriamente detto, si tennero il Trofeo e la Conference, rispettivamente seconda e terza divisione europea, tenutesi tra ottobre 2024 e maggio 2025.
Il Campionato funse anche da zona di qualificazione europea alla Coppa del Mondo 2027 in Australia, in quanto le quattro semifinaliste per il titolo (Georgia, Portogallo, Romania e Spagna) furono ammesse direttamente alla competizione; la squadra quinta classificata, invece, fu destinata agli spareggi di ripescaggio.
Per la diciassettesima volta, e ottava consecutiva, il titolo fu appannaggio della Georgia, vincitrice in finale a Tbilisi per 46-28 sulla Spagna al termine di un incontro combattuto per i primi 40' di gioco, con le squadre in sostanziale parità (+1 per la Georgia all'intervallo), ma deciso dai caucasici nella ripresa, nonostante un ritorno finale della Spagna capace di contenere il passivo totale a soli 18 punti con una meta nel finale a chiudere l'incontro.
Terzo posto invece per la Romania, vincitrice 21-7 a Lisbona sul Portogallo nella finale di consolazione.
Importante anche il quinto posto del Belgio, conquistato ad Amsterdam contro i Paesi Bassi con il punteggio di 31-10: grazie a tale posizione, infatti, i Diavoli neri acquisirono il diritto di partecipare al ripescaggio per le qualificazioni alla Coppa del Mondo 2027.
Compromettente in ottica salvezza, invece, la sconfitta della Germania nella finale per l'ottavo posto contro l'esordiente Svizzera mai vittoriosa in massima divisione fino a quel momento: gli elvetici si imposero a tempo scaduto, su punteggio pari, grazie a un drop con cui vinsero 20-17.
Il play-off promozione per la seconda divisione fu vinto dalla Danimarca, vincitrice sulla Moldavia, e destinato nella stagione successiva a rimpiazzare il Lussemburgo retrocesso.
Il valore delle marcature, come stabilito da World Rugby nel 2017, è: 5 punti per ciascuna meta (7 se trasformata), 7 punti per la meta tecnica, 3 punti per la realizzazione di ciascun calcio piazzato, idem per il drop.

## Formula
Per tutte le gare delle fasi a gironi, il punteggio in classifica per ogni incontro fu di 4 punti per la vittoria, 2 ciascuno per il pareggio, 0 per la sconfitta, 1 alla squadra sconfitta se perde con 7 o meno punti di scarto, e 1 alla squadra, o alle squadre, che segnassero almeno 4 mete, indipendentemente dal risultato finale.

### Campionato europeo
Il campionato, che assegnava il titolo europeo, presentava 8 squadre ripartite in due gironi da quattro.
- ogni squadra incontrò tutte quelle del proprio girone in gara di sola andata (3 incontri)
- nella fase a eliminazione diretta:
  - le squadre al terzo e quarto posto d'ogni girone si incontrarono per i posti dal quinto all'ottavo (2 incontri).
  - le squadre al primo e secondo posto d'ogni girone si incontrarono per il titolo di campione.

Nell'ultima giornata di torneo si tennero le quattro finali per l'assegnazione di tutti i posti dal primo all'ottavo.
Le quattro squadre semifinaliste per il titolo si qualificarono alla Coppa del Mondo 2027 in Australia; la squadra classificatasi al quinto posto si qualificò al torneo finale di ripescaggio per lo stesso torneo mondiale.
Mentre il titolo di campione d'Europa si assegnava annualmente, le promozioni e retrocessioni furono determinate su un ciclo biennale.
Ciò significa che per determinare la squadra da retrocedere in seconda divisione si considerarono i risultati dei due campionati europei del 2025 e del 2026; tuttavia, a differenza che nelle edizioni precedenti, in cui si prendevano in considerazione i punteggi in classifica, dal 2025 a ogni squadra fu assegnato un punteggio a scalare in base alla graduatoria stagionale: per ogni singola edizione, alla squadra vincitrice furono assegnati 10 punti, alla seconda 8, alla terza 6 e da lì a scendere fino all'ottava, cui andò un punto solo.
La somma dei punteggi ottenuti tramite tale criterio determinò la squadra ultima classificata che retrocedette nel Trofeo.

### Trofeo europeo
Il torneo si svolse a girone unico in gare di sola andata.
La graduatoria finale ai fini della promozione e retrocessione fu quella data dalla somma dei punti in classifica guadagnati nelle due edizioni 2024-25 e 2025-26.

### Conference
Il torneo denominato Conference, il nuovo terzo livello unificato dei Campionati, si tenne tra 21 squadre ripartite in 5 gironi all'italiana con gare di sola andata (quattro da quattro e uno da cinque squadre ciascuno).
Su base annuale l'ultima squadra della classifica combinata del Trofeo retrocedette in Conference; le due migliori squadre della Conference disputarono altresì una finale-promozione per l'accesso al Trofeo.
Per decretare le due squadre migliori, il punteggio ottenuto da ciascuna di esse fu diviso per le gare disputate, essendo diverso il numero di concorrenti per ogni girone, e in caso di parità di tale punteggio per gara, prevalse la squadra con il maggior numero di mete marcate per incontro e, in subordine, quello dei punti marcati per incontro.
In caso una delle due squadre avesse rinunciato al play-off, sarebbe automaticamente stata promossa l'altra; in caso entrambe rinunciassero, non si sarebbe dato luogo a promozioni o retrocessioni tra Conference e Trofeo.

## Squadre partecipanti
| Campionato  | Campionato | Trofeo      | Conference | Conference | Conference | Conference | Conference           |
| Girone A    | Girone B   | Trofeo      | Girone A   | Girone B   | Girone C   | Girone D   | Girone E             |
| ----------- | ---------- | ----------- | ---------- | ---------- | ---------- | ---------- | -------------------- |
| Georgia     | Belgio     | Croazia     | Danimarca  | Austria    | Bulgaria   | Andorra    | Bosnia ed Erzegovina |
| Paesi Bassi | Germania   | Lituania    | Estonia    | Slovacchia | Moldavia   | Cipro      | Kosovo               |
| Spagna      | Portogallo | Lussemburgo | Finlandia  | Ucraina    | Serbia     | Israele    | Montenegro           |
| Svizzera    | Romania    | Polonia     | Lettonia   | Ungheria   | Turchia    | Malta      | Slovenia             |
|             |            | Rep. Ceca   | Norvegia   |            |            |            |                      |
|             |            | Svezia      |            |            |            |            |                      |

## Campionato europeo

### Girone A

#### 1ª giornata
| Arbitro: | Luis Fernández |

| |    |  |
| Aprasidze 4’, 56’ Kveseladze 16’ Japaridze 23’ Kakhoidze 26’ Matkava 28’ Ivanishvili 40’, 51’ Tabutsadze 47’, 67’ Aptsiauri 59’, 71’ Spanderashvili 61’ Alania 64’ Shvangiradze 78’ Khaindrava 80+1’ | mt |  |
| Matkava 4’, 16’, 23’, 26’, 28’, 40’, 47’, 51’ Niniashvili 56’, 59’, 61’, 64’, 71’, 78’, 80+1’ | tr |  |

| Arbitro: | Sam Grove-White |

|                                                                          |      |                                |
| tecnica 14’ Bay 20’, 41’ Nieto 25’ Ovejero 33’ García Albó 60’ Mateu 69’ | mt   | 30’ T. de Jong 67’, 75’ Fikken |
| G. López 20’, 25’, 33’, 41’, 60’                                         | tr   | 30’, 75’ Meijer 67’ Weersma    |
| G. López 10’, 48’                                                        | c.p. | 6’ Meijer                      |

#### 2ª giornata
| Arbitro: | Benoît Rousselet |

|                                                                                         |    |             |
| Kakhoidze 9’ Lobzhanidze 11’ Tabutsadze 36’ Mamaiashvili 56’ Saginadze 64’ Javakhia 69’ | mt | 79’ de Jong |
| Matkava 9’, 11’ Niniashvili 56’, 64’, 69’                                               | tr | 79’ Meijer  |

| Arbitro: | Nicolae Frățilă |

|                 |      |                                                                          |
| Lin 49’         | mt   | 4’ Santamaria 19’, 62’ Bay 33’ Cian 43’ Ariceta 71’ Imaz 75’ Casteglioni |
| Porcher 49’     | tr   | 4’, 19’, 33’, 43’ López                                                  |
| Perrod 13’, 31’ | c.p. |                                                                          |

#### 3ª giornata
| Arbitro: | Paulo Duarte |

| |    |  |
| Salaus 2’ Raymond 8’, 22’ tecnica 12’ Salman 15’ Meijer 26’ Campbell 34’, 47’ Hadinegoro 37’, 41’ v. Oord 53’ Dolman 70’ Weersma 74’ | mt |  |
| Meijer 2’ Weersma 34’ Dolman 74’ | tr |  |

| Arbitro: | Eoghan Cross |

|                                            |      | |
| Ariceta 9’ Foulds 50’ Cian 67’ Boronat 74’ | mt   | 4’ Spanderashvili 14’ Lobzhanidze 17’, 44’ Tabutsadze 25’ Karkadze 33’ Japaridze 38’, 58’, 62’ Niniashvili 71’ Kvatadze |
| Vinuesa 9’ Mateu 50’ Aira 74’              | tr   | 25’, 33’ Niniashvili 44’, 58’, 62’, 71’ Papunashvili                                                                    |
| Vinuesa 21’, 24’                           | c.p. | |

#### Classifica girone A
| Pos | Squadra     | G | V | N | P | PF  | PS  | DP   | BMP | Pt |
| --- | ----------- | - | - | - | - | --- | --- | ---- | --- | -- |
| 1   | Georgia     | 3 | 3 | 0 | 0 | 212 | 39  | +173 | 3   | 15 |
| 2   | Spagna      | 3 | 2 | 0 | 1 | 128 | 99  | +29  | 2   | 10 |
| 3   | Paesi Bassi | 3 | 1 | 0 | 2 | 104 | 93  | +11  | 1   | 5  |
| 4   | Svizzera    | 3 | 0 | 0 | 3 | 13  | 226 | −213 | 0   | 0  |

### Girone B

#### 1ª giornata
| Arbitro: | Franco Rosella |

|                                                                            |      |               |
| Manole 28’ Gontineac 47’ Simionescu 51’ Chirică 59’ tecnica 64’ Graure 78’ | mt   | 24’ Marks     |
| Conache 28’, 47’, 51’, 59’ Rupanu 78’                                      | tr   | 24’ Pretorius |
| Conache 9’, 35’                                                            | c.p. | 11’ Pretorius |

| Arbitro: | Shota Tevzadze |

|                                                         |      |                                      |
| Moura 2’, 56’ R. Marta 8’, 47’ V. Pinto 27’ Andrade 34’ | mt   | 18’ Remue 40’ Hendrickx 71’ Declercq |
| Marques 2’, 8’, 34’, 47’, 56’                           | tr   | 18’, 40’, 71’ De Francq              |
|                                                         | c.p. | 16’, 24’, 60’ De Francq              |

#### 2ª giornata
| Arbitro: | Hollie Davidson |

|                        |      |                                 |
| Torfs 12’ Decubber 63’ | mt   | 33’ Tiqe 52’ Gontineac 54’ Mitu |
| De Francq 12’, 63’     | tr   | 33’, 52’ Rupani                 |
|                        | c.p. | 8’, 46’, 51’ Rupanu 76’ Conache |

| Arbitro: | Keane Davison |

|                                                                        |    |                      |
| Camacho 9’, 19’ Martins 35’, 38’ Ruiz 40’ Bento 42’, 67’ Magalhães 71’ | mt | 61’ Ball 80’ Lammers |
| Moura 9’, 19’, 35’, 38’, 40’, 42’ Vareiro 67’, 71’                     | tr | 61’, 80’ Pretorius   |

#### 3ª giornata
| Arbitro: | Ludovic Cayre |

|                  |      |                                                           |
|                  | mt   | 14’ Storti 31’ Begić 43’ Martins 65’ Vareiro 79’ Baptista |
|                  | tr   | 31’, 43’ S. Marques 79’ Vareiro                           |
| Conache 21’, 54’ | c.p. | 60’ S. Marques                                            |

| Arbitro: | Saba Abulashvili |

|                                |      |                                                             |
| Wolf 48’ Ball 75’ McDonald 79’ | mt   | 15’ Cornez 39’ Geraghty 45’ Bastin 54’ Berguet 67’ Montoisy |
| Wolf 48’, 75’                  | tr   | 39’, 45’, 54’, 67’ De Francq                                |
|                                | c.p. | 4’, 23’ De Francq                                           |

#### Classifica girone B
| Pos | Squadra    | G | V | N | P | PF  | PS  | DP   | BMP | Pt |
| --- | ---------- | - | - | - | - | --- | --- | ---- | --- | -- |
| 1   | Portogallo | 3 | 3 | 0 | 0 | 130 | 50  | +80  | 3   | 15 |
| 2   | Romania    | 3 | 2 | 0 | 1 | 85  | 58  | +27  | 1   | 9  |
| 3   | Belgio     | 3 | 1 | 0 | 2 | 83  | 90  | −7   | 0   | 4  |
| 4   | Germania   | 3 | 0 | 0 | 3 | 43  | 143 | −100 | 0   | 0  |

### Finali 5º-8º posto
|  | Semifinali | Semifinali  | Semifinali |        |             | Finale 5º posto | Finale 5º posto | Finale 5º posto |  |
|  |            |             |            |        |             |                 |                 |                 |  |
|  | A3         | Paesi Bassi | 38         |        |             |                 |                 |                 |  |
|  | A3         | Paesi Bassi | 38         |        |             |                 |                 |                 |  |
|  | B4         | Germania    | 9          |        |             |                 |                 |                 |  |
|  | B4         | Germania    | 9          |        | Paesi Bassi | Paesi Bassi     | 10              |                 |  |
|  |            |             |            |        | Paesi Bassi | Paesi Bassi     | 10              |                 |  |
|  |            |             | Belgio     | Belgio | 31          |                 |                 |                 |  |
|  | B3         | Belgio      | Belgio     | Belgio | 31          | 38              |                 |                 |  |
|  | B3         | Belgio      |            |        |             | 38              |                 |                 |  |
|  | A4         | Svizzera    | 5          |        |             | Finale 7º posto | Finale 7º posto | Finale 7º posto |  |
|  | A4         | Svizzera    | 5          |        |             |                 |                 |                 |  |
|  |            |             |            |        |             |                 |                 |                 |  |
|  |            |             |            |        |             | Germania        | Germania        | 17              |  |
|  |            |             |            |        |             | Germania        | Germania        | 17              |  |
|  |            |             |            |        |             | Svizzera        | Svizzera        | 20              |  |

#### Semifinali
| Arbitro: | Shota Tevzazde |

|                                                                               |      |                           |
| Meijer 40’ Hadinegoro 44’ Bloemen 51’ Egberts 65’ Coebergh 71’ Verplancke 75’ | mt   |                           |
| Meijer 44’, 51’, 65’, 71’                                                     | tr   |                           |
|                                                                               | c.p. | 30’, 32’, 42’ Klewinghaus |

| Arbitro: | Alex Frasson |

|                                                                    |    |                 |
| De Francq 8’ Torfs 15’ Raynier 22’ Soenen 25’, 68’ Rassinfosse 53’ | mt | 57’ Jegerlehner |
| De Francq 8’, 15’, 22’, 25’                                        | tr |                 |

#### Finale per il 7º posto
| Arbitro: | Mike English |

|                       |      |                                |
| McDonald 9’ Bülow 35’ | mt   | 44’ Nelson-Murray 75’ McCarthy |
| Klewinghaus 9’, 35’   | tr   | 44’, 75’ Perrod                |
| Klewinghaus 52’       | c.p. | 19’ Perrod                     |
|                       | drop | 80+1’ Porcher                  |

#### Finale per il 5º posto
| Arbitro: | Jérémy Rozier |

|                          |      |                                             |
| Ruijgrok 39’ Coetzee 54’ | mt   | 3’ Soenen 14’ Hendrickx 34’ Torfs 50’ Remue |
|                          | tr   | 3’, 14’, 34’, 50’ De Francq                 |
|                          | c.p. | 28’ De Francq                               |

### Finali 1º-4º posto
|  | Semifinali | Semifinali | Semifinali |        |         | Finale          | Finale          | Finale          |  |
|  |            |            |            |        |         |                 |                 |                 |  |
|  | A1         | Georgia    | 43         |        |         |                 |                 |                 |  |
|  | A1         | Georgia    | 43         |        |         |                 |                 |                 |  |
|  | B2         | Romania    | 5          |        |         |                 |                 |                 |  |
|  | B2         | Romania    | 5          |        | Georgia | Georgia         | 46              |                 |  |
|  |            |            |            |        | Georgia | Georgia         | 46              |                 |  |
|  |            |            | Spagna     | Spagna | 28      |                 |                 |                 |  |
|  | B1         | Portogallo | Spagna     | Spagna | 28      | 31              |                 |                 |  |
|  | B1         | Portogallo |            |        |         | 31              |                 |                 |  |
|  | A2         | Spagna     | 42         |        |         | Finale 3º posto | Finale 3º posto | Finale 3º posto |  |
|  | A2         | Spagna     | 42         |        |         |                 |                 |                 |  |
|  |            |            |            |        |         |                 |                 |                 |  |
|  |            |            |            |        |         | Romania         | Romania         | 21              |  |
|  |            |            |            |        |         | Romania         | Romania         | 21              |  |
|  |            |            |            |        |         | Portogallo      | Portogallo      | 7               |  |

#### Semifinali
| Arbitro: | Adam Jones |

|                                           |      |                                           |
| Rodrigues 11’, 65’ Storti 34’ Piñeiro 75’ | mt   | 5’ Nieto 19’, 44’ Minguillón              |
| Vareiro 11’, 34’ Aubry 65’, 75’           | tr   | 5’, 19’, 44’ G. López                     |
| Vareiro 26’                               | c.p. | 8’, 22’, 40’, 49’, 57’, 68’, 73’ G. López |

| Arbitro: | Peter Martin |

|                                                                                                   |    |               |
| Todua 6’ Tabutsadze 18’ Babunashvili 22’ Aprasidze 25’ Kakhoidze 30’ Akhaladze 54’ Kveseladze 66’ | mt | 80+1’ Conache |
| Matkava 22’, 25’, 54’, 66’                                                                        | tr |               |

#### Finale per il 3º posto
| Arbitro: | Saba Abulashvili |

|                 |      |                        |
| Mascarenhas 62’ | mt   | 18’ Immelman 38’ Boboc |
| Moura 62’       | tr   | 18’ Conache            |
|                 | c.p. | 11’, 28’, 65’ Conache  |

#### Finale
| Arbitro: | Federico Vedovelli |

|                                                                               |      |                                 |
| Kakhoidze 22’, 35’, 49’ Tabutsadze 37’, 51’, 73’ Abuladze 45’ Lobzhanidze 66’ | mt   | 25’ Cian 70’ Nieto 80’ G. López |
| Papunashvili 37’, 45’, 66’                                                    | tr   | 25’, 80’ G. López               |
|                                                                               | c.p. | 4’, 18’, 40+2’ G. López         |

## Trofeo europeo
| Data       | Incontro                | Risultato | Sede        |
| ---------- | ----------------------- | --------- | ----------- |
| 26-10-2024 | Lituania – Lussemburgo  | 47-20     | Šiauliai    |
| 26-10-2024 | Svezia – Rep. Ceca      | 22-16     | Trelleborg  |
| 2-11-2024  | Lituania – Svezia       | 19-46     | Panevėžys   |
| 9-11-2024  | Rep. Ceca – Croazia     | 49-26     | Praga       |
| 16-11-2024 | Croazia – Svezia        | 31-42     | Zagabria    |
| 16-11-2024 | Polonia – Lituania      | 40-13     | Gdynia      |
| 23-11-2024 | Croazia – Lituania      | 32-23     | Zagabria    |
| 23-11-2024 | Rep. Ceca – Polonia     | 15-22     | Praga       |
| 30-11-2024 | Lussemburgo – Croazia   | 31-31     | Lussemburgo |
| 22-2-2025  | Polonia – Croazia       | 51-27     | Gdynia      |
| 8-3-2025   | Rep. Ceca – Lussemburgo | 40-16     | Lussemburgo |
| 29-3-2025  | Lituania – Rep. Ceca    | 3-44      | Šiauliai    |
| 29-3-2025  | Lussemburgo – Svezia    | 18-57     | Lussemburgo |
| 5-4-2025   | Lussemburgo – Polonia   | 58-27     | Lussemburgo |
| 11-4-2025  | Svezia – Polonia        | 25-29     | Trelleborg  |

| Pos | Squadra     | G | V | N | P | PF  | PS  | P±  | BP | PT |
| --- | ----------- | - | - | - | - | --- | --- | --- | -- | -- |
| 1   | Polonia     | 5 | 5 | 0 | 0 | 182 | 90  | 92  | 2  | 22 |
| 2   | Svezia      | 5 | 4 | 0 | 1 | 192 | 113 | 79  | 3  | 19 |
| 3   | Rep. Ceca   | 5 | 3 | 0 | 2 | 164 | 89  | 75  | 4  | 16 |
| 4   | Croazia     | 5 | 1 | 1 | 3 | 147 | 203 | −56 | 0  | 6  |
| 5   | Lituania    | 5 | 1 | 0 | 4 | 105 | 182 | −77 | 1  | 5  |
| 6   | Lussemburgo | 5 | 0 | 1 | 4 | 95  | 108 | −13 | 0  | 2  |

## Conference

### Girone A
| Data       | Incontro              | Risultato | Sede       |
| ---------- | --------------------- | --------- | ---------- |
| 5-10-2024  | Danimarca – Finlandia | 42-0      | Fredericia |
| 12-10-2024 | Estonia – Danimarca   | 0-105     | Tallinn    |
| 19-10-2024 | Finlandia – Norvegia  | 81-10     | Vantaa     |
| 26-10-2024 | Norvegia – Lettonia   | 19-36     | Bergen     |
| 2-11-2024  | Lettonia – Estonia    | 62-0      | Baldone    |
| 19-4-2025  | Danimarca – Lettonia  | 13-10     | Fredericia |
| 26-4-2025  | Lettonia – Finlandia  | 19-20     | Riga       |
| 26-4-2025  | Estonia – Norvegia    | 10-58     | Tallinn    |
| 10-5-2025  | Estonia – Finlandia   | 5-120     | Tallinn    |
| 10-5-2025  | Norvegia – Danimarca  | 6-32      | Oslo       |

#### Classifica girone A
| Pos | Squadra   | G | V | N | P | PF  | PS  | P±   | BP | PT |
| --- | --------- | - | - | - | - | --- | --- | ---- | -- | -- |
| 1   | Danimarca | 4 | 4 | 0 | 0 | 192 | 16  | 176  | 3  | 19 |
| 2   | Finlandia | 4 | 3 | 0 | 1 | 221 | 76  | 145  | 2  | 14 |
| 3   | Lettonia  | 4 | 2 | 0 | 2 | 127 | 52  | 75   | 4  | 12 |
| 4   | Norvegia  | 4 | 1 | 0 | 3 | 93  | 159 | −66  | 1  | 5  |
| 5   | Estonia   | 4 | 0 | 0 | 4 | 15  | 345 | −330 | 0  | 0  |

### Girone B
| Data       | Incontro              | Risultato | Sede      |
| ---------- | --------------------- | --------- | --------- |
| 21-9-2024  | Ungheria – Austria    | 12-39     | Kecskemét |
| 26-10-2024 | Slovacchia – Ungheria | 16-51     | Piešťany  |
| 9-11-2024  | Ucraina – Slovacchia  | 135-13    | Piešťany  |
| 12-4-2025  | Ungheria – Ucraina    | 10-86     | Budapest  |
| 26-4-2025  | Ucraina – Austria     | n/d       | annullata |
| 3-5-2025   | Austria – Slovacchia  | 117-3     | Vienna    |

#### Classifica girone B
| Pos | Squadra    | G | V | N | P | PF  | PS  | P±   | BP | PT |
| --- | ---------- | - | - | - | - | --- | --- | ---- | -- | -- |
| 1   | Ucraina    | 2 | 2 | 0 | 0 | 221 | 23  | 198  | 2  | 10 |
| 2   | Austria    | 2 | 2 | 0 | 0 | 156 | 15  | 141  | 2  | 10 |
| 3   | Ungheria   | 3 | 1 | 0 | 2 | 73  | 141 | −68  | 1  | 5  |
| 4   | Slovacchia | 3 | 0 | 0 | 3 | 32  | 303 | −271 | 0  | 0  |

### Girone C
| Data      | Incontro            | Risultato | Sede     |
| --------- | ------------------- | --------- | -------- |
| 28-9-2024 | Moldavia – Turchia  | 43-13     | Chișinău |
| 5-10-2024 | Turchia – Bulgaria  | 49-10     | Ankara   |
| 5-10-2024 | Serbia – Moldavia   | 3-31      | Belgrado |
| 12-4-2025 | Turchia – Serbia    | 12-28     | Istanbul |
| 19-4-2025 | Bulgaria – Moldavia | 18-17     | Sofia    |
| 10-5-2025 | Serbia – Bulgaria   | 44-28     | Belgrado |

#### Classifica girone C
| Pos | Squadra  | G | V | N | P | PF | PS  | P±  | BP | PT |
| --- | -------- | - | - | - | - | -- | --- | --- | -- | -- |
| 1   | Moldavia | 3 | 2 | 0 | 1 | 91 | 34  | 57  | 3  | 11 |
| 2   | Serbia   | 3 | 2 | 0 | 1 | 75 | 71  | 4   | 1  | 9  |
| 3   | Turchia  | 3 | 1 | 0 | 2 | 74 | 81  | −7  | 1  | 5  |
| 4   | Bulgaria | 3 | 1 | 0 | 2 | 56 | 110 | −54 | 0  | 4  |

### Girone D
| Data       | Incontro          | Risultato | Sede             |
| ---------- | ----------------- | --------- | ---------------- |
| 5-10-2024  | Malta – Cipro     | 43-21     | Paola            |
| 30-11-2024 | Andorra – Malta   | 3-10      | Andorra la Vella |
| 1-2-2025   | Andorra – Israele | 31-28     | Andorra la Vella |
| 5-4-2025   | Cipro – Andorra   | 19-28     | Limassol         |
| 5-4-2025   | Malta – Israele   | 15-16     | Paola            |
| 26-4-2025  | Israele – Cipro   | n/d       | annullata        |

#### Classifica girone D
| Pos | Squadra | G | V | N | P | PF | PS | P±  | BP | PT |
| --- | ------- | - | - | - | - | -- | -- | --- | -- | -- |
| 1   | Malta   | 3 | 2 | 0 | 1 | 68 | 40 | 28  | 2  | 10 |
| 2   | Andorra | 3 | 2 | 0 | 1 | 62 | 57 | 5   | 1  | 9  |
| 3   | Israele | 2 | 1 | 0 | 1 | 44 | 46 | −2  | 1  | 5  |
| 4   | Cipro   | 2 | 0 | 0 | 2 | 40 | 71 | −31 | 0  | 0  |

### Girone E
| Data       | Incontro                 | Risultato | Sede    |
| ---------- | ------------------------ | --------- | ------- |
| 29-9-2024  | Kosovo – Montenegro      | 10-55     | Istog   |
| 5-10-2024  | Bosnia-Erz. – Montenegro | 30-20     | Zenica  |
| 12-10-2024 | Slovenia – Kosovo        | 74-10     | Lubiana |
| 4-4-2025   | Bosnia-Erz. – Kosovo     | 77-10     | Zenica  |
| 20-4-2025  | Montenegro – Slovenia    | 22-39     | Nikšić  |
| 26-4-2025  | Slovenia – Bosnia-Erz.   | 34-21     | Lubiana |

#### Classifica girone E
| Pos | Squadra              | G | V | N | P | PF  | PS  | P±   | BP | PT |
| --- | -------------------- | - | - | - | - | --- | --- | ---- | -- | -- |
| 1   | Slovenia             | 3 | 3 | 0 | 0 | 147 | 53  | 94   | 1  | 13 |
| 2   | Bosnia ed Erzegovina | 3 | 2 | 0 | 1 | 128 | 64  | 64   | 1  | 9  |
| 3   | Montenegro           | 3 | 1 | 0 | 2 | 97  | 79  | 18   | 1  | 5  |
| 4   | Kosovo               | 3 | 0 | 0 | 3 | 30  | 206 | −176 | 0  | 0  |

### Spareggio promozione
| Arbitro: | Eki Fanlo |

|                                                           |      |               |
| Coventry 38’ Madsen 47’ Haedo 53’ Kilsdal 74’ Coleman 76’ | mt   |               |
| Deschamps 38’, 47’, 53’, 74’, 76’                         | tr   |               |
| Deschamps 10’, 66’                                        | c.p. | 19’, 34’ Adam |